# Liutauras
Liutauras ist ein männlicher litauischer Vorname. Die weibliche Form ist Liutaura. Liutauras setzt sich aus den litauischen Wörtern für Löwe und Bison zusammen.

## Personen
- Liutauras Barila (* 1974), litauischer Biathlet